# Jan Heydecke
Ten artykuł został nominowany do wyróżnienia „Dobry Artykuł”.
Weź udział w dyskusji na ten temat.
Jan Heydecke (ur. 1443 w Dąbiu, zm. 5 lutego 1512 w Krakowie) – mieszczanin krakowski, ksiądz katolicki, archiprezbiter (proboszcz) kościoła Mariackiego.
Studiował na Uniwersytecie Krakowskim (1460–1463). Był wicenotariuszem (1466–1481) i notariuszem (1481–1500) kancelarii miasta. Brał czynny udział w pracach komitetu nadzorującego budowę ołtarza głównego dla kościoła Mariackiego, podczas których nawiązał znajomość z jego wykonawcą, Witem Stwoszem. Należał do kręgu humanistów, skupionych wokół Filipa Kallimacha i Sodalitas Litteraria Vistulana. W 1500 roku został archiprezbiterem kościoła Mariackiego i pozostał nim do śmierci.

## Życiorys

### Pochodzenie i wykształcenie
Urodził się w 1443 roku, w Dąbiu koło Szczecina. Był synem Mikołaja, wywodzącego się prawdopodobnie z saskiej rodziny Heyde, osiadłej na Pomorzu Zachodnim. Do Krakowa przybył w pierwszej połowie 1460 roku i podjął studia na Uniwersytecie Krakowskim, podczas których uzyskał stopień bakałarza sztuk wyzwolonych (1463). Pracował jako kopista, jeszcze w trakcie studiów lub po ich zakończeniu. Około 1464 roku przyjął święcenia kapłańskie. Możliwe, że następnie wrócił w rodzinne strony jako kleryk diecezji kamieńskiej, lecz nie jest to pewne, a nawet bywa uznawane za mało prawdopodobne.

### Kancelaria miejska i pozycja
W 1466 roku został zatrudniony w kancelarii miasta Krakowa jako wicenotariusz. Rok później przyjął krakowskie prawo miejskie i na stałe związał się z tym miastem. W 1481 roku (przed 25 czerwca) objął stanowisko notariusza, kierownika całej kancelarii. Uzyskał także dwa beneficja kościelne, co do których prawo prezenty mieli rajcy: altarie Wszystkich Świętych w kościele św. Szczepana (1478) oraz św. Piotra i św. Pawła w kościele Mariackim (1486). Należał też do elitarnego bractwa Najświętszej Maryi Panny przy drugiej z tych świątyń. 
Piastując stanowisko notariusza wszedł w szeregi krakowskiego patrycjatu i stał się jedną z popularniejszych osobistości w mieście. W dokumencie umieszczonym w gałce hełmu Hejnalicy, wyższej wieży kościoła Mariackiego, po jej naprawie, został wymieniony obok rajców miejskich. Wiadomo, że udzielał pożyczek, był także plenipotentem kupców Jana Turzona, Hansa Beckego i Bernharta Bucholcza z Berlina. Utrzymywał też dobre relacje z dworem królewskim, wiadomo, że w 1496 roku potwierdził wobec rady miejskiej zwrot 321 cetnarów ołowiu, jakie pożyczył od króla mieszczanin Mikołaj Bank. Heydecke zyskał szeroką orientację w funkcjonowaniu administracji miejskiej. W 1500 roku, na zlecenie rady, chcącej usprawnić zarządzanie finansami, przygotował na podstawie zapisów rozproszonych w różnych księgach miejskich, zestawienie dochodów miasta. Jego praca była używana w kancelarii do początku lat 40. XVI wieku, kiedy to zastąpiło ją nowe zestawienia.

### Związki z Witem Stwoszem
W latach 1477–1489 działał (podobnie jak poprzedni notariusz Krzysztof Rebentcz) w komitecie budowy ołtarza głównego dla kościoła Mariackiego, fary miejskiej, nad którym pracował Wit Stwosz. Był bardzo aktywny na tym polu, prawdopodobnie współtworzył, razem z archiprezbiterem mariackim Jerzym Szwarcem, program ikonograficzny dla retabulum. Przyjmował także legaty na jego budowę. 
W tych okolicznościach nawiązał bliższą znajomość ze Stwoszem, być może się z nim zaprzyjaźnił. Reprezentował go w sprawach majątkowych, a w 1486 roku został ustanowiony przez artystę opiekunem jego rodziny na czas wyjazdu do Norymbergi. Heydecke pochlebnie opisał Stwosza w spisanym przez siebie dokumencie, odpowiedniku aktu erekcyjnego, w którym przedstawiono okoliczności budowy ołtarza. Zapewne był pod dużym wrażeniem twórczości rzeźbiarza.

### W kręgu humanistów
Oprócz tego Heydecke był związany ze środowiskiem ówczesnych humanistów, skupionych wokół Filipa Kallimacha, z którym się zaprzyjaźnił, niedługo po jego przybyciu do Krakowa. Znalazł się w szeregach stworzonego z inicjatywy Konrada Celtisa Sodalitas Litteraria Vistulana. W tym kręgu był znany pod pseudonimem Johannes Mirica (Miricus, łacińskie „ugór” co odpowiadało znaczeniu niemieckiego Heyde). Przyjmowanie zlatynizowanych pseudonimów było powszechne wśród członków tego towarzystwa. Heydecke organizował dla nich spotkania, biesiady połączone z rozmowami o nauce i literaturze, które zapewne odbywały się w jego ogrodzie. Poza Kallimachem i Celtisem jego gośćmi byli Maciej Drzewiecki, Piotr z Bnina (u którego Heydecke bywał na zamku w Wolborzu), Mikołaj Mergus, Mikołaj Wódka, Jakub Boksica z Boksyc, Wojciech z Brudzewa, Stanisław Seliga, Jan Ursinus i Jan Aesticampian. Za pośrednictwem notariusza miejskiego być może luźne kontakty z tymi humanistami mógł utrzymywać Stwosz.
Kallimach bardzo pochlebnie pisał o Heydeckem w swoich tekstach i poezjach. W przedmowie do De his quae a Venetis tentata sunt Persis ac Tartaris contra Turcos movendis („O usiłowaniach Wenecji, ażeby podburzyć przeciwko Turcji Persów i Tatarów”), utworu napisanego między rokiem 1487 a 1492, wspominał, że właśnie w ogrodzie Miriki, z nim, Mergusem i Boksicą czytał pracę poświęconą historii Wenecji, Rerum Venetarum ab urbe condita ad Marcum Barbadicum libri XXXIII Sabellika. Z kolei w pracy Praefatio in somniarium Leonis Tusci philosophi uczynił Heydeckego jednym z uczestników toczącej się na jej kartach dysputy filozoficznej. Wiadomo, że wyznaczył go na jednego z egzekutorów swojego testamentu. Z kolei Celtis zadedykował mu poemat De Coena Myricae („Uczta u Miriki”), gdzie chwalił jego uczoność i gościnność, stawiając go za wzór innym, jakkolwiek dopatruje się w tym utworze lekkiej złośliwości wobec niego. Był też znany jako miłośnik ptactwa.

### Archiprezebiteriat i stosunek do Polaków
Przed 11 listopada 1500 roku ustąpił ze stanowiska notariusza miejskiego, został bowiem archiprezbiterem (proboszczem) kościoła Mariackiego. Stało się tak za sprawą poparcia jego kandydatury przez króla Jana Olbrachta, monarcha sprawował patronat nad świątynią, a rajcy (mający w tym przypadku prawo prezenty) dostosowali się do jego życzenia. Heydecke nadal pozostał aktywnym w sprawach miasta, w 1501 roku został wybrany do komisji, która miała zbadać wyrok władz Lwowa wydany na Ormianina Iwaszkę.
Heydecke był niechętny polskiemu mieszczaństwu, obracając się w kręgach niemieckiej części mieszkańców Krakowa. Dostrzega się to zarówno w okresie jego pracy w kancelarii miejskiej, jak i podczas proboszczowania w farze. Zestawienie dochodów miejskich opatrzył łacińskim wstępem, lecz resztę tekstu sporządził po niemiecku, aby jak pisał, „każdy mógł zrozumieć”. Gorliwie angażował się w popieranie kazań i nabożeństw po niemiecku w farze, w roku 1501 (lub 1511) ufundował, czy też na nowo uposażył, altarię dla niemieckiego kaznodziei przy kaplicy Ducha Świętego. W dokumencie opisującym budowę ołtarza Stwosza znalazł się zapis oskarżający Polaków o brak wsparcia finansowego, co jednak stoi w sprzeczności z brzmieniem część nazwisk wymienionych dalej w liście ofiarodawców. Najprawdopodobniej, zgodnie z badaniami Mariana Friedberga, ten fragment o antypolskim wydźwięku został interpolowany w XVI wieku do treści dokumentu.

### Śmierć i testament
Jan Heydecke zmarł 5 lutego 1512 roku w Krakowie. W testamencie zapisał część swojej biblioteki i kosztowności Collegium Maius. Egzekutorzy jego ostatniej woli, wśród których znaleźli się między innymi Błażej Bermsdorff i Jan Sommerfed, w 1515 roku przekazali niecałe 14 florenów na budowę nowej biblioteki tego kolegium oraz kilka ksiąg z obszernego księgozbioru zmarłego (dzieła Herodota, Platona, Arystotelesa, Cycerona i Pliniusza Starszego).

## Wizerunek na ołtarzu Wita Stwosza

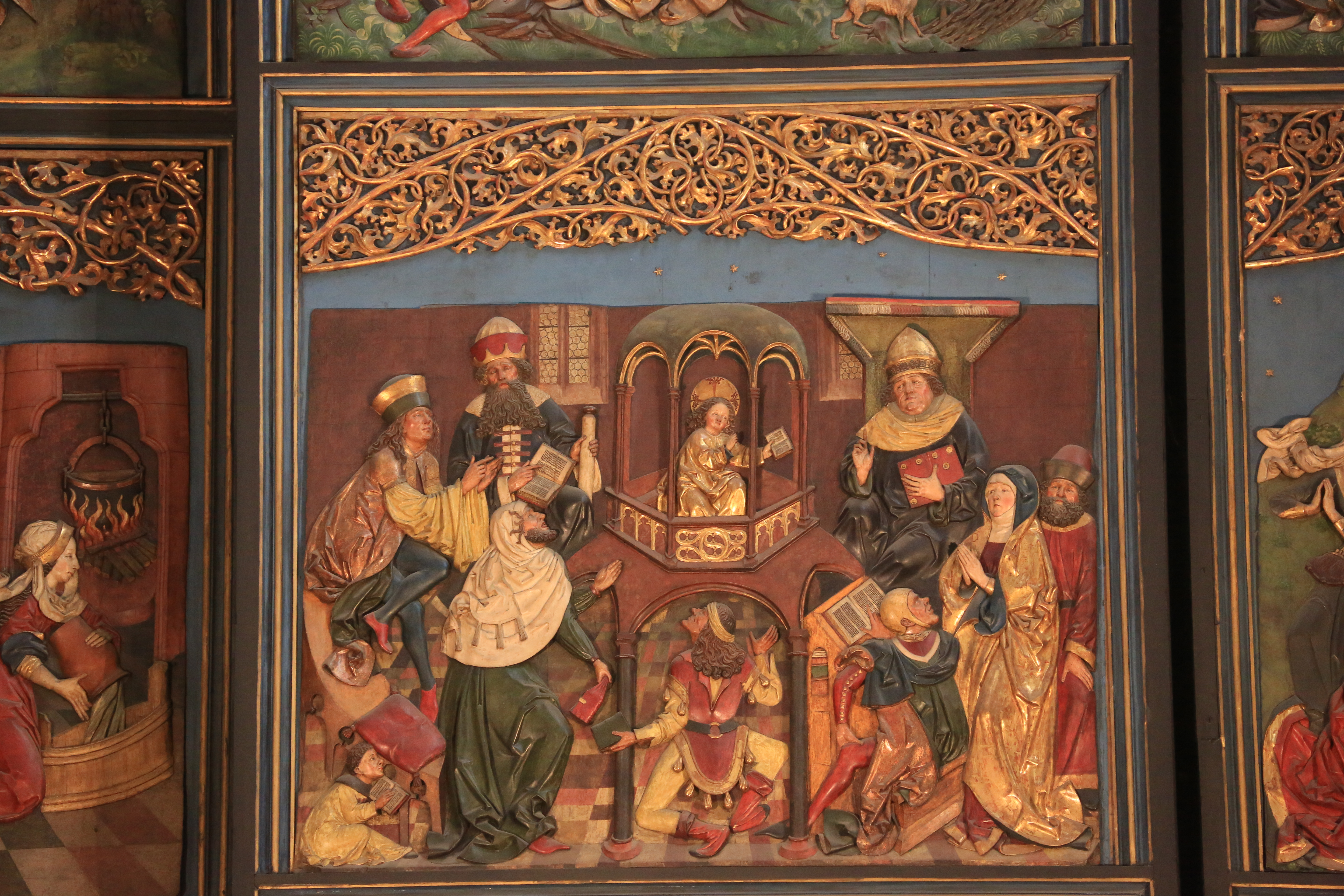
Ołtarz Wita Stwosza, kwatera ze sceną z Jezusem między uczonymi w Piśmie

Za prawdopodobne uznaje się, że Wit Stwosz sportretował go na kwaterze przedstawiającej dwunastoletniego Jezusa w rozmowie z uczonymi w Piśmie, co miało wynikać z poparcia Heydeckego dla artysty. Spośród przedstawionych tam postaci wskazano na trzy, którym rysy mógł dać notariusz miejski:
- skryba siedzący na podłodze, skromnie odziany, „wciśnięty” w lewy, dolny kąt kwatery (niewielkie rozmiary postaci miały być wyrazem chrześcijańskiej pokory)[27];
- postać pośrodku, z „tańczącym” układem nóg[28];
- postać przedstawiona z profilu, w obcisłej czapce czy też obcisłym kapturze[29].

Wysunięte zostały jednak zastrzeżenia, czy faktycznie jego podobizna mogła znaleźć się na ołtarzu, argumentując to tym, że ówczesna sztuka jeszcze nie sięgała tak często do portretu oraz wątpliwościami, czy wpływowy człowiek (i prawdopodobnie przyjaciel artysty) chciałby być przedstawiony jako młody skryba wśród mędrców.